# Robert Christian (Bischof)

Wappen von Robert Francis Christian

Robert Francis Christian OP (* 2. Dezember 1948 in San Francisco, Kalifornien; † 11. Juli 2019 in Menlo Park, Kalifornien) war ein US-amerikanischer Ordensgeistlicher und römisch-katholischer Weihbischof in San Francisco.

## Leben
Robert Christian trat 1970 der Ordensgemeinschaft der Dominikaner bei und legte 1971 die einfache Profess ab. 1974 legte er die feierliche Profess ab. Christian empfing am 4. Juni 1976 das Sakrament der Priesterweihe und war in der Seelsorge in Seattle tätig. Er studierte Religionswissenschaften an der Dominican School of Philosophy and Theology in Oakland und am Päpstliche Universität Heiliger Thomas von Aquin, wo er auch ein Doktoratsstudium absolvierte. Er lehrte am Dominican College in San Rafael und war Direktor des Newman Center an der University of Washington. Ab 1985 war er Professor und Vizerektor (1999–2004) am Angelicum in Rom. Zudem unterrichtete er an der Graduate Theological Union in Berkeley und am St. Vincent de Paul Regional Seminary in Boynton Beach. Ab 2016 betreute er auch die Studenten der Western Dominican Province. Christian war Berater des Päpstliches Rates zur Förderung der Einheit der Christen und der Anglican-Roman Catholic International Commission (ARCIC). 
Am 28. März 2018 ernannte ihn Papst Franziskus zum Titularbischof von Giru Marcelli und zum Weihbischof in San Francisco. Der Erzbischof von San Francisco, Salvatore Joseph Cordileone, spendete ihm am 5. Juni desselben Jahres die Bischofsweihe; Mitkonsekratoren waren der Erzbischof von Santa Fe, John Charles Wester, und der Bischof von Oakland, Michael Barber SJ. Zudem war er Rektor des Priesterseminars St. Patrick und der Dominican School of Philosophy and Theology.